# Ninglick

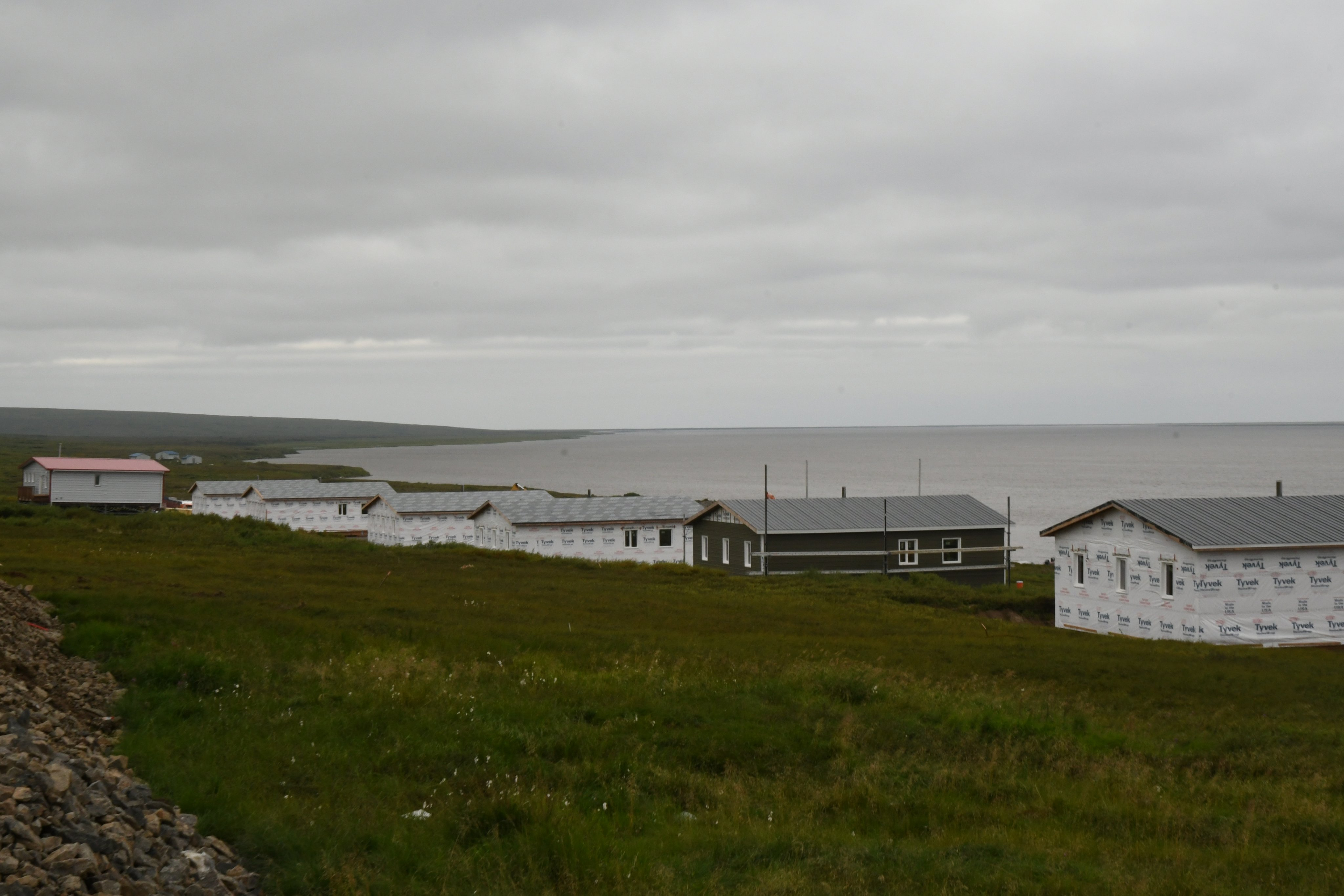
Newtok, un village eskimo abandonné suite aux effets du réchauffement climatique. Le village est situé sur la rive nord de la rivière Ninglick.

La rivière Ninglick est un cours d'eau d'Alaska, aux États-Unis situé dans la région de recensement de Bethel.

## Description
Située dans le delta du Yukon-Kuskokwim, elle est longue de 35 milles (56 km). Elle coule en direction de l'ouest jusqu'à la baie Hazen, au nord de l'île Kigigak.
C'est le révérend Jules Convert qui a traduit son nom eskimo Nigaluk en 1949.

## Affluent
- Izaviknek

## Sources
- (en) « Ninglick », Geographic Names Information System